# 콩고 콩

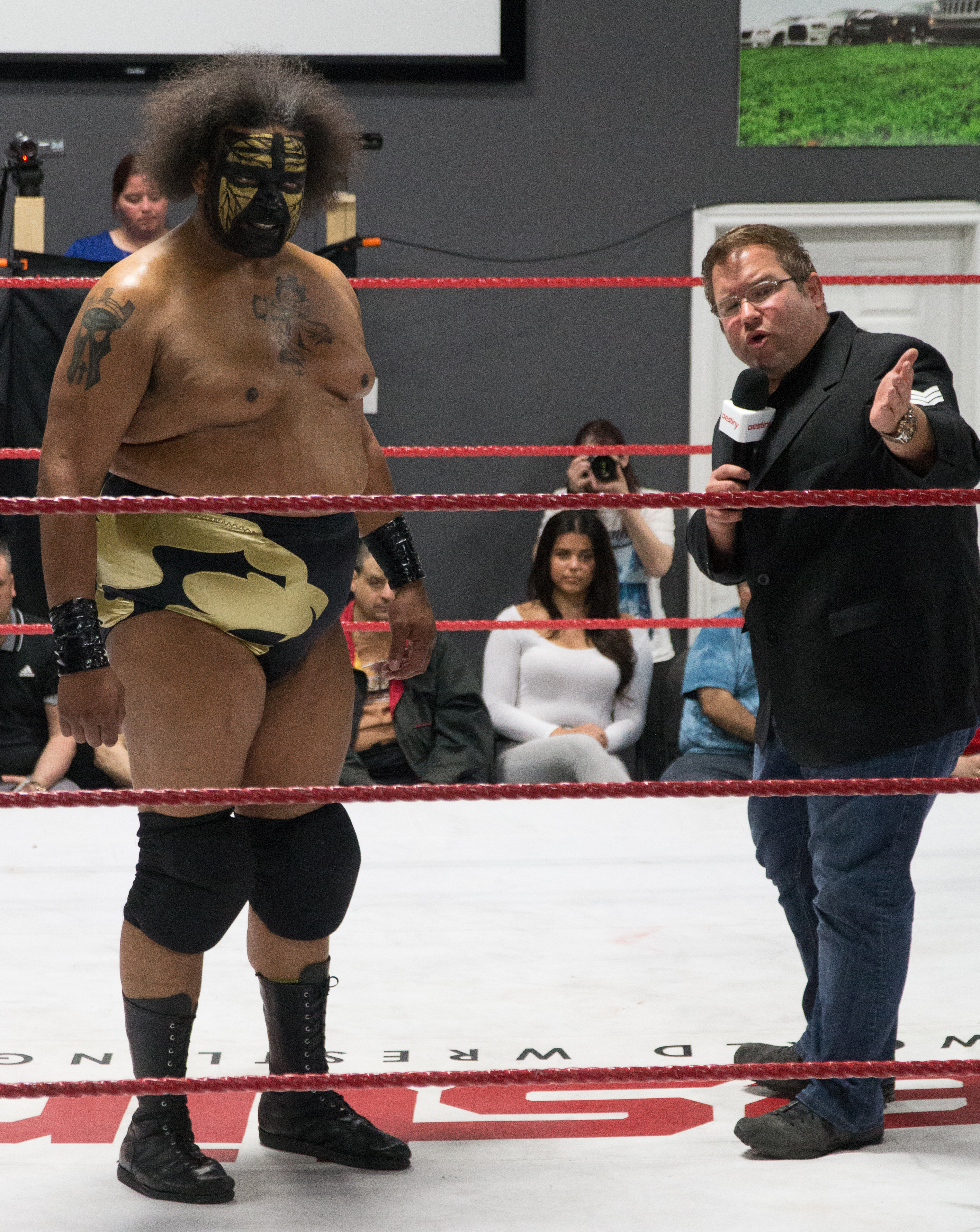

콩고 콩(Kongo Kong)은 본명 스티브 윌슨(Steven Wilson, 1978년 8월 10일 ~ )은 미국의 남자 프로레슬링선수다. 키는 204cm(6 ft 8 in)에다가 몸무게는 174kg(383 lb)으로 매우 뚱뚱한 체격이다. 피니쉬는 더 크래커-잭(스피어), 다이빙 스플래쉬, 헬드라이버(밀리터리 프레스 파워슬램)으로 사용을 한다. 1998년 프로레슬링 입문했다.

## Professional wrestling highlights
- Finishing moves
  - Diving splash
  - Helldriver (Millitary press powerslam)
  - The Cracker-Jack (Spear)
- Signature moves
  - Armbar
  - Body slam
  - Cannonball senton
  - Chokeslam
  - Diving elbow drop
  - Fireman's carry slam onto knee
  - Lariat
  - Reverse over-the-shoulder piledriver
  - Spinning side slam
  - Super powerbomb
- Managers
  - Henry Maxwell
  - Jason Saint
  - Jimmy Jacobs
  - Laurel Van Ness
  - Sienna
  - Truth Martini
- Wrestlers trained
  - Anthony Toatele
  - Mark Vandy
- Entrance themes
  - "Last of a Dying Breed" by Ludacris Feat. Lil' Wayne (Independent circuit; 1998-2010)
  - "Ganesha" by The Healing Drum (Independent circuit; 2010-2015; 2019-present)
  - "Monster" by Dale Oliver (GFW/Impact Wrestling; 2015-2019)

## 수상
- APWA 글로벌 챔피언 (1회)
- APWA 쿼트러플 크라운 챔피언 (1회)
- BCW 헤비웨이트 챔피언 (1회)
- 보더 타운 프로 챔피언 (1회)
- CW 헤비웨이트 챔피언 (1회)
- EVF 헤비웨이트 챔피언 (2회)
- EWF 미드웨스턴 챔피언 (1회)
- EWF 월드 태그팀웨이트 챔피언 (1회) - 허리케인
- IWA 미드 서든 헤비웨이트 챔피언 (2회)
- 테드 페티 인비테이셔널 (2015)
- IPW 월드 헤비웨이트 챔피언 (1회)
- JCW 헤비웨이트 챔피언 (1회)
- 미드 오하이오 헤비웨이트 챔피언 (1회)
- POGW 월드 태그팀웨이트 챔피언 (1회) - 아이돌 하인즈
- 글로리 컵 (2011)
- 랭크드 넘버 134 오브 더 탑 500 싱글즈 레슬링 인 더 PWI 500 인 2018
- ZERO1 USA 노던 스테이츠 챔피언 (1회)
- SSW 헤비웨이트 챔피언 (1회)
- XICW 프로빙 그라운스 챔피언 (1회)
- XICW 유나이티드 스테이츠 챔피언 (1회)
- XICW 익스트림 인텐스 챔피언 (1회)
- RCW 월드 태그팀웨이트 챔피언 (1회)